# Sari Süleyman Pacha
Sari Süleyman Pacha (turc : Sarı Süleyman Paşa, en serbo-croate Sari Sulejman-paša ; né vers 1627 — mort exécuté à Constantinople en 1687) fut grand vizir de l’Empire ottoman sous le règne des sultans Mehmed IV et Soliman II, de 1685 à 1687.

## Biographie
Süleyman est né à Pljevlja (en actuelle Serbie), dans le pachalik de Bosnie. Blond, il est surnommé « Sari » (en turc, sarı signifie « jaune, et par extension, blond »).
D'abord au service du grand vizir Fazıl Ahmet Köprülü (1661–1676) puis grand maître de l'Écurie (İmrahor) du sultan Mehmed IV, il est à son tour nommé grand vizir par ce dernier en 1685.
Lors de la deuxième guerre austro-turque, Sari Süleyman Pacha commande en 1687 l'armée ottomane lors de la bataille de Mohács et subit une lourde défaite. Craignant pour sa vie, il abandonne ses troupes révoltées contre lui et gagne Belgrade puis Constantinople où il est arrêté et décapité.

## Sources et bibliographie
- Alexander Mikaberidze, Conflict and Conquest in the Islamic World: A Historical Encyclopedia, ABC-CLIO, 2011.  (ISBN 1598843370)
- Journal of Ottoman studies, volumes 19 à 20, Enderun Kitabevi, 1999.